# 七小福 (演員)
「七小福」是1960年代京劇名武生于占元在香港開辦京劇戲班中國戲劇研究學院時，所收的學生的總稱。廣義來說，是所有曾於該戲班受訓的學生的總稱；狹義來說，則是指當中其中七人。
「七小福」由來，源於于占元在一次京劇表演中，選了元龍（洪金寶當時的藝名）、元樓（成龍當時的藝名）、元彪、元奎、元華、元武、元泰七人擔任《七小福》的主角。後來因為演出非常成功，于占元於是藉此組成「七小福」戲班，既讓徒弟增加演出經驗。
廣義上的「七小福」，最多時曾有成員七十多人，除上述七人外，尚有元秋（本名張轉男）、元心、元菊、元甫（本名李菊華）、元香、元冰（女成員）、元慶（即袁和平）、元德（本名孔祥德）、元俊（後改名為吳元俊）、元彬（本名陶周坤，香港導演及演員）、元振、元輝（本名尹元輝）、元寶（本名徐佑麟，香港導演及演員）、元庭（本名吳明才，第一代的大師兄）、元文（本名孟元文）、元兵、元森、元英（本名林正英）、元素 (本名徐元珠）等。
1970年代初期，由於戲曲觀眾大量流失，于占元把中国戲劇研究學院結束，七小福各師兄弟只好各自謀生。2009年11月13日為紀念恩師于占元，舉行「『七小福』50周年慶典晚宴」，七小福再次聚首一堂。
2021年7月，七小福大師兄洪金寶召集一眾師弟妹籌備拍攝電影《七小福》，以向恩師于占元致敬，是繼1988年電影《七小福》後另一部以七小福為名的電影新作。